# Mars 1977

## Évènements
- Les Soviétiques rejettent brutalement les propositions avancées par les Américains sur le « contrôle de l’armement », soit une réduction de 25 % des arsenaux stratégiques. Les négociations reprennent à l’automne.

- 2 mars :
  - CEE : « Eurocommunisme » : réunion à Madrid des PC espagnol, français et italien afin de définir une ligne d'action commune.
  - France : le Grand prix du cinéma français est décerné au Désert des Tartares, de Valerio Zurlini, d'après l'œuvre de Dino Buzzati
  - Publication en Libye de la Déclaration sur l'avènement du Pouvoir du Peuple, par laquelle le Colonel Kadhafi fait officiellement du pays une Jamahiriya, soit un « État des masses », théoriquement gouverné via un système de démocratie directe.

- 3 mars, Libye : proclamation de la « République populaire socialiste arabe » par le congrès populaire.

- 4 mars : 
  - Un tremblement de terre de magnitude 7,2 fait 1500 victimes en Vrancea (République socialiste de Roumanie).
  - Suppression définitive de la Mississippi State Sovereignty Commission.

- 5 mars, (Formule 1) : Grand Prix automobile d'Afrique du Sud.

- 6 mars, (Rallye automobile) : arrivée du Rallye du Portugal.

- 7 mars, Pakistan : le Parti du peuple pakistanais, parti d'Ali Bhutto, remporte les élections législatives.

- 8 mars, Pays basque : une fusillade entre la Guardia civil et l'ETA fait deux morts.

- 8 mars - 10 avril : première « guerre du Shaba » au Zaïre : lutte contre les rebelles (FNLC) de la province du Shaba (Katanga) avec l’aide marocaine et française. La mauvaise gestion et la corruption entraine une inflation vertigineuse. Le FMI et la banque mondiale imposent un assouplissement du régime politique.

- 10 mars :
  - Zaïre : le front de libération de l'Angola pénètre au Shaba, pour aider les rebelles du FNLC.
  - France : Albert Spaggiari, auteur du « casse du siècle », s'évade du palais de Justice de Nice
  - Au Pakistan, le Parti du peuple pakistanais remporte les élections législatives avec 58 % des voix face à une alliance de partis politiques religieux. Zulfikar Ali Bhutto est conforté dans sa place de Premier ministre.

- 12 mars, États-Unis : le cinéaste Roman Polanski est  accusé de viol et arrêté, à Los Angeles.

- 13 mars, France : élections municipales, la gauche devient majoritaire et Jacques Chirac devient le premier maire de Paris (13-20 mars).

- 16 mars :
  - URSS : arrestation d'Anatoli Chtcharanski.
  - Liban : Kamal Joumblatt, homme politique libanais, chef de la communauté druze, est abattu. En représailles, plusieurs dizaines de chrétiens sont tués. . Son fils Walid le remplace à la tête de la communauté druze. Le Mouvement national se désagrège au profit de l’OLP, seule organisation capable de mettre sur pied une administration semblable à celle du secteur chrétien. Israël soutient les milices chrétiennes au Liban Sud et établit une ligne rouge (le fleuve Litani) que les Syriens ne doivent pas franchir.
  - Jimmy Carter répond à Israël que la question palestinienne doit être résolue et que les réfugiés doivent avoir une terre (homeland). Au Caire, le XIIIe CNP examine la question de la participation de l’OLP à la conférence de Genève. Le refus de la résolution 242 est rappelé. Toutefois l’OLP affirme son intention d’être à Genève et laisse entendre qu’elle pourrait envisager la création d’un État palestinien dans les territoires occupés, signifiant l’acceptation d’une coexistence possible avec Israël.

- 18 mars :
  - Congo-Brazzaville : assassinat du président Marien Ngouabi.
    - Comité militaire au pouvoir en République populaire du Congo après l’assassinat du président Marien Ngouabi. Le Congo-Brazzaville évolue de plus en plus vers l’Union soviétique.

  - France : naissance du footballeur français Willy Sagnol à Saint-Étienne

- 20 mars :
  - Inde : échec électoral et démission d'Indira Gandhi en Inde. Le Janata Party (parti du peuple), coalition hétéroclite de conservateurs prend le pouvoir après sa victoire aux élections générales. Le Premier ministre Morarji Desai, Président du Congress Organization, rétablit la démocratie. Il annonce sa volonté de rompre avec la ligne du Congrès : décentraliser, rétablir les libertés fondamentales, renouer avec le véritable non-alignement. La famille Gandhi fait l’objet d’attaques pour des affaires de malversations diverses, excès de pouvoir, népotisme, etc. Charan Singh, ministre de l’Intérieur, réclame un procès : les agents du CBI (Central Bureau of Investigation) arrêtent Indira Gandhi et la conduisent en prison. Cet épisode contribue à en faire une victime aux yeux de l’opinion, d’autant qu’elle décide d’agir en faveur des plus défavorisés.
  - France : remaniement ministériel après la défaite aux élections municipales : Passage du Gouvernement Raymond Barre (1) au Gouvernement Raymond Barre (2).

- 23 mars :
  - France : assassinat de Jean-Antoine Tramoni par les Noyaux Armés Pour l'Autonomie Populaire (NAPAP)
  - États-Unis : début des entretiens entre le journaliste britannique David Frost et l'ancien président américain Richard Nixon.

- 25 mars, France : Jacques Chirac est officiellement maire de Paris.

- 23 mars[1] : le Premier ministre britannique James Callaghan conclut un pacte « Lib-Lab » qui donne aux Libéraux la possibilité de bloquer un texte avant qu’il soit soumis aux Communes.

- 27 mars : catastrophe aérienne de Tenerife.

- 28 mars : 
  - Rétablissement des liens diplomatiques entre l'Espagne et le Mexique, qui n’avait jamais reconnu l’Espagne franquiste[2].
  - Dépôt de la candidature du Portugal à l’entrée dans la CEE.

- 31 mars, France : les écrivains François Nourissier et André Stil sont élus à l'Académie Goncourt.

## Naissances
- 1er mars : Thomas VDB, humoriste.
- 2 mars : Chris Martin, chanteur / pianiste du groupe Coldplay.
- 7 mars : Jérôme Fernandez, handballeur français.
- 12 mars : Ben Kenney, bassiste néerlandais du groupe Incubus.
- 15 mars : Joe Hahn, disc jockey du groupe néo-métal et pop rock américain Linkin Park.
- 18 mars : Willy Sagnol, footballeur français.
- 24 mars : Corneille, chanteur rwandais.
- 25 mars : 
  - Darko Perić, acteur serbe.
  - Loïg Chesnais-Girard, fonctionnaire français.
- 28 mars : Annie Wersching, actrice américaine († 29 janvier 2023).
- 30 mars : 
  - Marc Gicquel, joueur de tennis français.
  - Rebel Morrow, cavalière australienne.
- 31 mars : Eelco Smits, acteur néerlandais.

## Décès
- 2 mars : Paul Rohmer Père de la pédiatrie moderne française (° 1er novembre 1876).
- 5 mars  :
  - Tom Pryce, pilote automobile gallois (° 11 juin 1949).
  - Geer Van Velde, peintre néerlandais (° 5 avril 1898).
- 12 mars : Rutilio Grande, prêtre jésuite, Manuel Solórzano et Nelson Rutilio Lemus, laïcs chrétiens, tous trois martyrs et bienheureux.
- 23 mars : Émile Biayenda, cardinal congolais, archevêque de Brazzaville (° 1927).
- 30 mars : Abdel Halim Hafez, chanteur et acteur égyptien (° 1929).